# Goult
 Goult  es una población y comuna francesa, en la región de Provenza-Alpes-Costa Azul, departamento de Vaucluse, en el distrito de Apt y cantón de Gordes.
Está integrada en la Communauté de communes de Pied Rousset en Luberon.

## Demografía
| 1 155 | 1 000 | 1 147 | 1 271 | 1 342 | 1 316 | 1 457 | 1 552 | 1 587 | 1 619 | 1 634 | 1 560 | 1 597 | 1 289 | 1 247 | 1 166 | 1 223 | 1 102 | 1 022 | 1 044 | 901 | 1 002 | 1 016 | 1 050 | 1 017 | 958 | 898 | 945 | 1051 | 1109 | 1281 | 1285 |
| Para los censos de 1962 a 1999 la población legal corresponde a la población sin duplicidades (Fuente: INSEE [Consultar]) |       |       |       |       |       |       |       |       |       |       |       |       |       |       |       |       |       |       |       |     |       |       |       |       |     |     |     |      |      |      |      |